# Веткина, Инна Ивановна
И́нна Ива́новна Ве́ткина (14 апреля 1927, Москва — 27 апреля 1995, там же) — советская писательница и сценарист. Наиболее известна работами в жанре киносказки.

## Биография
В 1946—1951 годах училась во ВГИКе, на режиссёрском факультете (мастерская Игоря Андреевича Савченко), в 1951—1956 — в Литературном институте им. А. М. Горького. С 1956 года работала литературным секретарём писателя Виталия Бианки.
С 1959 года работала на Центральном телевидении. В литературно-драматической редакции возглавляла отдел сатиры и юмора. Была одним из создателей передачи «Кабачок "13 стульев"». Более 25 лет проработала в творческом объединении «Экран», стояла во главе сценарно-редакционной коллегии объединения.
Была автором сценариев пяти фильмов-сказок Леонида Нечаева. Это «Приключения Буратино», «Про Красную Шапочку», «Проданный смех», «Сказка о Звёздном мальчике», а также последняя работа режиссёра — «Дюймовочка», которая стала также последней картиной, снятой по сценарию Инны Веткиной. Дуэт соавторов Нечаева и Веткиной, один из ярчайших примеров плодотворного сотрудничества в советском детском кино. Именно Веткина, будучи главным редактором сценарной коллегии, настояла на том, чтобы «Приключения Буратино» снимал Леонид Нечаев. Веткина знала его по совместной работе над фильмом «Приключения в городе, которого нет».
Похоронена на Миусском кладбище в Москве в одной могиле с супругом.

## Телевизионная драматургия
- «Белая перчатка» (1968), по одноимённому произведению Майн Рида, с участием актёров Театра имени Моссовета;
- «Черный, как я» (1969);
- «Гибель 31-го отдела».

## Киносценарии
| Год  | Фильм                      |
| ---- | -------------------------- |
| 1975 | Приключения Буратино       |
| 1977 | Про Красную Шапочку        |
| 1981 | Проданный смех             |
| 1983 | Сказка о Звёздном мальчике |
| 1983 | Незнайка с нашего двора    |
| 2006 | Дюймовочка                 |

## Стихи и песни в кинематографе
- "Баллада о трубачах" - музыка Исаака Шварца, из фильма "Был настоящим трубачом" (1973).
- Стихи в фильме-спектакле "Белая перчатка" (1968).

## Семья
- Супруг — Сергей Ляхницкий, дочь Екатерина Ляхницкая